# Lượng giác
Trong toán học, lượng giác (tiếng Anh: trigonometry, lấy nguyên gốc từ tiếng Hy Lạp cổ đại của hai từ τρίγωνον nghĩa là "tam giác" và μέτρον nghĩa là "đo lường") là một phân nhánh nghiên cứu về mối quan hệ về độ dài các cạnh với số đo các góc của một tam giác. Mảng nghiên cứu này bắt đầu từ thế kỉ thứ 3 trước Công nguyên với thời kỳ Hy Lạp hóa như là một ứng dụng của ngành hình học cho các nghiên cứu thiên văn học khi đó. Những người Hy Lạp khi đó tập trung vào việc tính toán độ dài các dây cung, trong khi các nhà toán học Ấn Độ đã tạo ra phiên bản sớm nhất của một bảng giá trị lượng giác.
Xuyên suốt lịch sử, lượng giác được ứng dụng trong nhiều phân ngành khác nhau như trắc địa, khảo sát xây dựng, cơ học thiên thể và định hướng.
Lượng giác cũng được biết tới bởi rất nhiều đẳng thức lượng giác, thường được sử dụng để có thể viết lại các biểu thức lượng giác thường được cho trước nhằm hoặc đơn giản hóa, hoặc đưa về dạng cần thiết hoặc để giải phương trình.

## Lịch sử
Nguồn gốc của lượng giác được tìm thấy trong các nền văn minh của người Ai Cập, Babylon và nền văn minh lưu vực sông Ấn cổ đại từ trên 3000 năm trước. Các nhà toán học Ấn Độ cổ đại là những người tiên phong trong việc sử dụng tính toán các ẩn số đại số để sử dụng trong các tính toán thiên văn bằng lượng giác. Lagadha là nhà toán học duy nhất mà ngày nay người ta biết đã sử dụng hình học và lượng giác trong tính toán thiên văn học trong cuốn sách của ông Vedanga Jyotisha, phần lớn các công trình của ông đã bị tiêu hủy khi Ấn Độ bị người nước ngoài xâm lược.
Nhà toán học Hy Lạp Hipparchus vào khoảng năm 150 TCN đã biên soạn bảng lượng giác để giải các tam giác.
Một nhà toán học Hy Lạp khác, Ptolemy vào khoảng năm 100 đã phát triển các tính toán lượng giác xa hơn nữa.
Nhà toán học người Silesia là Bartholemaeus Pitiscus đã xuất bản công trình có ảnh hưởng tới lượng giác năm 1595 cũng như giới thiệu thuật ngữ này sang tiếng Anh và tiếng Pháp.
Một số nhà toán học cho rằng lượng giác nguyên thủy được nghĩ ra để tính toán các đồng hồ mặt trời, là một bài tập truyền thống trong các cuốn sách cổ về toán học. Nó cũng rất quan trọng trong đo đạc.

## Lượng giác ngày nay
Có nhiều ứng dụng của lượng giác. Cụ thể có thể nói đến như là kỹ thuật của phép đo đạc tam giác được sử dụng trong thiên văn để đo khoảng cách tới các ngôi sao gần, trong địa lý để đo khoảng cách giữa các mốc giới hay trong các hệ thống hoa tiêu vệ tinh. Các lĩnh vực khác có sử dụng lượng giác còn có thiên văn (và vì thế là cả hoa tiêu trên đại dương, trong ngành hàng không và trong vũ trụ), lý thuyết âm nhạc, âm học, quang học, phân tích thị trường tài chính, điện tử học, lý thuyết xác suất, thống kê, sinh học, chiếu chụp y học (các loại chụp cắt lớp và siêu âm), dược khoa, hóa học, lý thuyết số (và vì thế là mật mã học), địa chấn học, khí tượng học, hải dương học và nhiều lĩnh vực của vật lý, đo đạc đất đai và địa hình, kiến trúc, ngữ âm học, kinh tế học, khoa công trình về điện, cơ khí, xây dựng, đồ họa máy tính, bản đồ học, tinh thể học v.v.
Mô hình hiện đại trừu tượng hóa của lượng giác- lượng giác hữu tỷ, bao gồm các khái niệm "bình phương sin của góc" và "bình phương khoảng cách" thay vì góc và độ dài - đã được tiến sĩ Norman Wildberger ở trường đại học tổng hợp New South Wales nghĩ ra.

## Về lượng giác
Hai tam giác được coi là đồng dạng nếu một trong hai tam giác có thể thu được nhờ việc mở rộng (hay thu hẹp) cùng lúc tất cả các cạnh tam giác kia theo cùng tỷ lệ. Điều này chỉ có thể xảy ra khi và chỉ khi các góc tương ứng của chúng bằng nhau, ví dụ hai tam giác khi xếp lên nhau thì có một góc bằng nhau và cạnh đối của góc đã cho song song với nhau. Yếu tố quyết định về sự đồng dạng của tam giác là độ dài các cạnh của chúng tỷ lệ thuận hoặc các góc tương ứng của chúng phải bằng nhau. Điều đó có nghĩa là khi hai tam giác là đồng dạng và cạnh dài nhất của một tam giác lớn gấp 2 lần cạnh dài nhất của tam giác kia thì cạnh ngắn nhất của tam giác thứ nhất cũng lớn gấp 2 lần so với cạnh ngắn nhất của tam giác thứ hai và tương tự như vậy cho cặp cạnh còn lại. Ngoài ra, các tỷ lệ độ dài các cặp cạnh của một tam giác sẽ bằng các tỷ lệ độ dài của các cặp cạnh tương ứng của tam giác còn lại. Cạnh dài nhất của bất kỳ tam giác nào sẽ là cạnh đối của góc lớn nhất.

Tam giác vuông

Sử dụng các yếu tố đã nói trên đây, người ta định nghĩa các hàm lượng giác, dựa vào tam giác vuông, là tam giác có một góc bằng 90 độ hay π/2 (radian), tức tam giác có góc vuông.
Do tổng các góc trong một tam giác là 180 ° hay π radian, nên góc lớn nhất của tam giác vuông là góc vuông. Cạnh dài nhất của tam giác như thế sẽ là cạnh đối của góc vuông và người ta gọi nó là cạnh huyền.
Lấy 2 tam giác vuông có chung nhau một góc thứ hai A. Các tam giác này là đồng dạng, vì thế tỷ lệ của cạnh đối, a, của góc A so với cạnh huyền, h, là như nhau cho cả hai tam giác. Nó sẽ là một số nằm trong khoảng từ 0 tới 1 và nó chỉ phụ thuộc vào chính góc A; người ta gọi nó là sin của góc A và viết nó là sin (A) hay sin A. Tương tự, người ta cũng định nghĩa cosin của góc A như là tỷ lệ của cạnh kề, b, của góc A so với cạnh huyền, h, và viết nó là cos (A) hay cos A.
{\displaystyle \sin A={{\mbox{a}} \over {\mbox{h}}}\qquad \cos A={{\mbox{b}} \over {\mbox{h}}}}
Đây là những hàm số quan trọng nhất trong lượng giác; các hàm số khác có thể được định nghĩa theo cách lấy tỷ lệ của các cạnh còn lại của tam giác vuông nhưng chúng có thể biểu diễn được theo sin và cosin. Đó là các hàm số như tang, sec, cotang và cosec.
{\displaystyle \tan A={\sin A \over \cos A}={{\mbox{a}} \over {\mbox{b}}}\qquad \sec A={1 \over \cos A}={{\mbox{h}} \over {\mbox{b}}}}
{\displaystyle \cot A={\cos A \over \sin A}={{\mbox{b}} \over {\mbox{a}}}\qquad \csc A={1 \over \sin A}={{\mbox{h}} \over {\mbox{a}}}}
Các hàm lượng giác như trên đã nói đã được định nghĩa cho các góc nằm trong khoảng từ 0 tới 90 ° (0 tới π/2 radian). Sử dụng khái niệm vectơ cho đường tròn đơn vị, người ta có thể mở rộng chúng để có các đối số âm và dương (xem thêm hàm lượng giác).
Khi các hàm sin và cosin đã được lập thành bảng (hoặc tính toán bằng máy tính hay máy tính tay) thì người ta có thể trả lời gần như mọi câu hỏi về các tam giác bất kỳ, sử dụng các quy tắc sin hay quy tắc cosin. Các quy tắc này có thể được sử dụng để tính toán các góc và cạnh còn lại của tam giác bất kỳ khi biết một trong ba yếu tố sau:
1. Độ lớn của hai cạnh và góc kề của chúng
2. Độ lớn của một cạnh và hai góc
3. Độ lớn của cả ba cạnh.

## Các định lý thường gặp

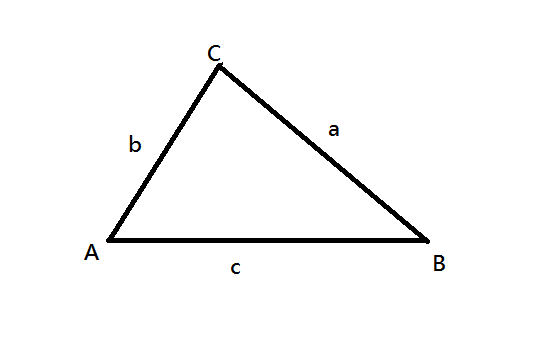
Tam giác có độ dài 3 cạnh a,b,c và các góc đối diện các cạnh lần lượt là A,B,C

Trong các công thức dưới đây, A, B, C là các góc của tam giác và a, b, c là chiều dài các cạnh đối diện với các góc tương ứng (xem hình vẽ).

### Định lý sin
Định lý sin đối với một tam giác bất kỳ:
{\displaystyle {\frac {a}{\sin A}}={\frac {b}{\sin B}}={\frac {c}{\sin C}}=2R}
với R là bán kính đường tròn ngoại tiếp tam giác:
{\displaystyle R={\frac {abc}{\sqrt {(a+b+c)(a+c-b)(a+b-c)(b+c-a)}}}.}
Một định lý khác liên quan đến hàm sin có thể dùng để tính toán diện tích tam giác. Cho chiều dài hai cạnh a và b và góc giữa hai cạnh là C, diện tích của tam giác được tính như sau:

Tất cả các hàm lượng giác của góc θ có thể được dựng trong một đường tròn tâm O.

{\displaystyle {\mbox{S}}={\frac {1}{2}}ab\sin C.}

### Định lý cos
Định lý cos hay định lý cosin là một dạng mở rộng của định lý Pytago cho một tam giác bất kỳ:
{\displaystyle c^{2}=a^{2}+b^{2}-2ab\cos C}
hoặc:
{\displaystyle \cos C={\frac {a^{2}+b^{2}-c^{2}}{2ab}}.}
Định lý cosin có thể được dùng để chứng minh công thức tính diện tích của Heron. Một tam giác bất kỳ có chiều dài các cạnh là a, b, và c, và nếu nửa chu vi là
{\displaystyle p={\frac {1}{2}}(a+b+c),}
thì diện tích của tam giác được tính như sau:
{\displaystyle {\mbox{S}}={\sqrt {p(p-a)(p-b)(p-c)}}.}

### Định lý tang
Định lý tang được viết dưới dạng công thức như sau:
{\displaystyle {\frac {a-b}{a+b}}={\frac {\tan {\tfrac {A-B}{2}}}{\tan {\tfrac {A+B}{2}}}}}

### Công thức Euler
Công thức Euler, {\displaystyle e^{ix}=\cos x+i\sin x}, có thể được biểu diễn theo các hàm sin, cos, và tang theo số e và đơn vị ảo i như sau:
{\displaystyle \sin x={\frac {e^{ix}-e^{-ix}}{2i}},\qquad \cos x={\frac {e^{ix}+e^{-ix}}{2}},\qquad \tan x={\frac {i(e^{-ix}-e^{ix})}{e^{ix}+e^{-ix}}}.}